# コカ・コーラ カスタマーマーケティング
コカ・コーラカスタマーマーケティング株式会社（Coca-Cola Customer Marketing Co., Ltd.）は、全国規模のコンビニエンスストアやスーパーマーケットなどの大手小売顧客やフードサービスチェーンを対象に、コカ･コーラ製品の営業、マーケティング活動を行う企業。東京都港区六本木に本社を持ち、缶や瓶、ペットボトルのラベルに記載の販売者にはこの企業が記載されている。

## 概要
1995年に設立されたコカ・コーラナショナルセールス(CCNSC)を統合、全国の各ボトラー社が担うマーケティングのノウハウを結集し、コカ・コーラナショナルビバレッジ社との連携を強めたマーケティングにて、購買者だけでなく、販売者共に新しい価値を提供するために設立された。
現在市販されているコカ・コーラ社の飲料は、ほとんどがこの会社を「販売者」として表記している。それまでは、統合前のコカ・コーラナショナルセールスや、各ボトリング会社の名（製造元）を記していた。
2017年にコカ・コーラボトラーズジャパングループは、日本コカ・コーラ並びに北海道コカ・コーラボトリング、みちのくコカ・コーラボトリング、北陸コカ・コーラボトリング、沖縄コカ・コーラボトリングの地域ボトラー4社との間で、コカ・コーラ カスタマー マーケティングをコカ・コーラボトラーズジャパン（2代、2018年1月1日付でコカ・コーライーストジャパンから商号変更）の子会社とすることで合意。コカ・コーラ カスタマー マーケティングは、2018年1月1日付で、コカ・コーラボトラーズジャパン（2代）の子会社となった。

## 沿革
- 2007年1月 - 東京都港区六本木に設立。
- 2018年1月 - 国内コカ･コーラボトラーおよび日本コカ・コーラの共同出資から、コカ・コーラボトラーズジャパン（2代）の子会社となる[1]。